# 暁のアマネカと蒼い巨神
『暁のアマネカと蒼い巨神  -パシアテ文明研究会興亡記-』（あかつきのアマネカとあおいきょじん）は、工画堂スタジオより2008年5月30日に発売された一般向けPCゲーム。台湾でも「發明工坊3 蒼之巨神」のタイトルで発売されている。

## 概要
「Deep-Blueシリーズ」として、他のシリーズ作品と世界観を共有している。くまさんちーむによる駒都えーじの原画担当作としては第3弾に当たり、最初に発表されたときのタイトルは「帝国ジュニアアカデミー冒険部」（仮題）。 シナリオも、「蒼い海のトリスティア」、「蒼い空のネオスフィア」に続いて、竹内なおゆきが担当する。
2010年3月11日には、Xbox 360とPlayStation Portableでサイバーフロントから発売された。

## ストーリー
帝国ジュニアアカデミーに通うアマネカ・マッハバスターは、傲岸不遜な性格ながらアカデミートップクラスの成績を誇る非常に優秀な学生。だが、その胸の内には世界征服という野望を抱いていた。そんな彼女が巻き起こす騒動と活躍、それに巻き込まれるパシテア文明研究会・通称パシ研部員達の姿を描いた物語。

## キャラクター
Deep-Blueシリーズの登場人物を参照。
アマネカ・マッハバスター
声 - 神田朱未
オーギ・カットラス
声 - 大塚明夫
リエ・メインステイ
声 - 日髙のり子
カル・ルスラン
声 - 茅原実里
メイル・シーガル
声 - 落合祐里香
エアナ・コメート
声 - 幡宮かのこ
トアラ・ラボアキン
声 - 友永朱音
フツー
声 - 内野一

## 設定・用語
詳細はDeep-Blueシリーズを参照。

## スタッフ
- 製作 - 工画堂スタジオ・くまさんちーむ
- ディレクション - 松浦幸治
- シナリオ - 竹内なおゆき
- キャラクターデザイン & ＣＧ監修 - 駒都えーじ
- プログラム - さくら
- 音楽 - 阿保剛
- 音声収録 - 村松宏昭

## 主題歌
Windows版
- オープニングテーマ「なないろのwish」
  - 作詞・作曲：高井ウララ / 歌：松澤由美

Xbox 360・PSP版
- オープニングテーマ「Hollow 〜暁のそらに〜」
  - 作詞：濱田智之 / 作曲：ノグチオサム / 編曲：南利一 / 歌：榊原ゆい

## 関連商品

### ドラマCD
- 暁のアマネカと蒼い巨神 ドラマCD vol.1 パシアテ文明研究会・部室 in SUMMER（2008年8月27日）
- 暁のアマネカと蒼い巨神 ドラマCD vol.2 プロスペロ発明工房 in WINTER（2009年1月9日）

### 白銀のカル DIGITAL PERFORMANCE
『白銀のカル DIGITAL PERFORMANCE』は、工画堂スタジオより2008年に発売されたWindows用ソフト。
動作環境：Windows 2000/XP/Vista
コンテンツ内容
- カルイメージクリップ
- 壁紙＆スクリーンセーバーなどの特製アクサセリ集
- 白銀のカル 脱出ゲーム（CV：茅原実里の新規ヴォイス入り）
- ファミ通文庫『白銀のカル』プロローグ＆第1章掲載（html形式）
- 小説『白銀のカル』外伝「星をさがして」、竹内なおゆき氏による書き下ろし（html形式）
- カルのシステムヴォイス＆スペシャルメッセージ録りおろしボイス（小説『白銀のカル』第1章から名台詞も録りおろし。）